# Tyler Hoechlin
Tyler Lee Hoechlin (Corona, California; 11 de septiembre de 1987) es un actor y beisbolista estadounidense. Comenzó a actuar desde temprana edad y ganó reconocimiento rápidamente por su papel como Michael Sullivan Jr. en la película Camino a la perdición (2002), cuando apenas tenía 14 años. Más tarde interpretó a Martin Brewer en la serie 7th Heaven, donde fue protagonista en sus últimas cuatro temporadas y su actuación le valió reconocimientos en los Saturn Awards y los Premios Phoenix Film Critics Society. Inicialmente, Hoechlin iba a dedicarse totalmente a su carrera en el béisbol como parte de los UC Irvine Anteaters de la Universidad de California, pero una lesión en su pierna lo obligó a retirarse del deporte y retomar la actuación. Posteriormente, interpretó a Derek Hale en la serie Teen Wolf, para la cual grabó 62 episodios.
Tras la culminación de Teen Wolf, Hoechlin fue seleccionado para interpretar a Superman en la serie Supergirl, y posteriormente apareció en otras series del Arrowverso como The Flash y Batwoman. Debido a la buena recepción del personaje, The CW anunció la serie Superman & Lois, con el Superman de Hoechlin como protagonista.

## Biografía

### 1987-2010: Primeros años e inicios como actor
Tyler Lee Hoechlin nació el 11 de septiembre de 1987 en Corona, en el estado de California (Estados Unidos), hijo de Don Hoechlin y Lori Hoechlin. Tiene dos hermanos llamados Tanner y Travis, así como también una hermana llamada Carrie. Comenzó a actuar a temprana edad, y a los 13 años debutó en el cine con un papel menor en la película Family Tree (1999). Poco después obtuvo el papel de Michael Sullivan Jr. en la película Camino a la perdición (2002), actuación que le valió elogios de la crítica y un premio en los Saturn Awards y los Premios Phoenix Film Critics Society. Un año más tarde protagonizó la exitosa serie 7th Heaven con el papel de Martin Brewer, el cual desarrolló por cuatro temporadas. Además de actuar, Hoechlin también se dedicaba en gran parte a jugar béisbol, y la producción de 7th Heaven debió ajustarse a sus horarios de manera que sus partidos no coincidieran con el rodaje. Asistió a la Santiago High School hasta su graduación en 2006 y posteriormente ingresó con una beca deportiva a la Universidad de Arizona para estudiar Sociología. Se unió al equipo de béisbol de la universidad y participó en el College World Series de 2007, además de haber ganado varios torneos locales. En 2008, fue transferido a la Universidad de California, en la que fue el jugador de segunda base de su equipo, los UC Irvine Anteaters.
Dado su éxito en el béisbol, Hoechlin renunció momentáneamente a la actuación para dedicarse a su carrera como beisbolista, y por ello rechazó varias reuniones con productores y papeles en películas, entre estos el de Emmett Cullen en Twilight (2008). Sin embargo, durante su tercer año en la universidad, Hoechlin sufrió una lesión en su pierna que limitó sus habilidades para jugar, y, por consejo de su entrenador, se retiró del béisbol y decidió retomar su carrera como actor. Sobre esto, comentó en una entrevista que fue como «una decisión que tomaron por mí». Su regreso a la pantalla grande fue con el papel de Wes Harding en la película Grizzly Rage (2007) y Shawn Hodges en la serie CSI: Miami. Tras ello, apareció en la película Solstice (2008) y en las series My Boys, Castle y Lincoln Heights.

### 2011-2019:Teen WolfySupergirl
En 2011, Hoechlin fue elegido para desarrollar el papel de Derek Hale en la serie Teen Wolf, producción de MTV creada por Jeff Davis la cual está basada en la película de 1985 del mismo nombre. Sobre esto, comentó que estaba feliz de haber regresado a la actuación y se volvió muy cercano al elenco. Su actuación en Teen Wolf lo hizo acreedor de un premio en los Teen Choice Awards de 2014. Durante los descansos de la serie, Hoechlin jugaba béisbol con sus hermanos como pasatiempo. Hoechlin abandonó Teen Wolf al finalizar la cuarta temporada para enfocar su carrera en el cine.
Tras abandonar Teen Wolf, protagonizó el filme de béisbol Everybody Wants Some!! (2016), que aunque fue aclamado por la crítica, resultó ser un fracaso en taquilla. También apareció en la comedia deportiva Undrafted (2016), la cual tuvo malas críticas. Por otra parte, comenzó a interpretar el papel de Clark Kent/Superman en la serie Supergirl, apareciendo durante dos episodios de la segunda temporada. Más tarde, apareció de forma recurrente en el Arrowverso repitiendo su papel como Superman en Arrow, The Flash, Legends of Tomorrow y Batwoman como parte de los crossovers anuales Elseworlds y Crisis on Infinite Earths.
El actor interpretó al fisicoculturista canadiense Joe Weider en la película biográfica Bigger (2018). Tenía previsto interpretar a Boyce Fox en Cincuenta sombras más oscuras (2017), pero finalmente no apareció en la cinta. No obstante, apareció en su secuela Cincuenta sombras liberadas (2018). En 2019, apareció en dos episodios de la serie Another Life y también protagonizó la comedia romántica Can You Keep a Secret? (2019) con Alexandra Daddario.

### 2020-actualidad:Superman & Lois
Hoechlin coprotagonizó la aclamada comedia romántica Palm Springs (2020). Además, tras la buena recepción de representación de Clark Kent/Superman, el canal The CW anunció la serie Superman & Lois con él como protagonista. La serie preveía estrenar a finales de 2020, pero se pospuso a 2021 por la pandemia de COVID-19.

## Filmografía

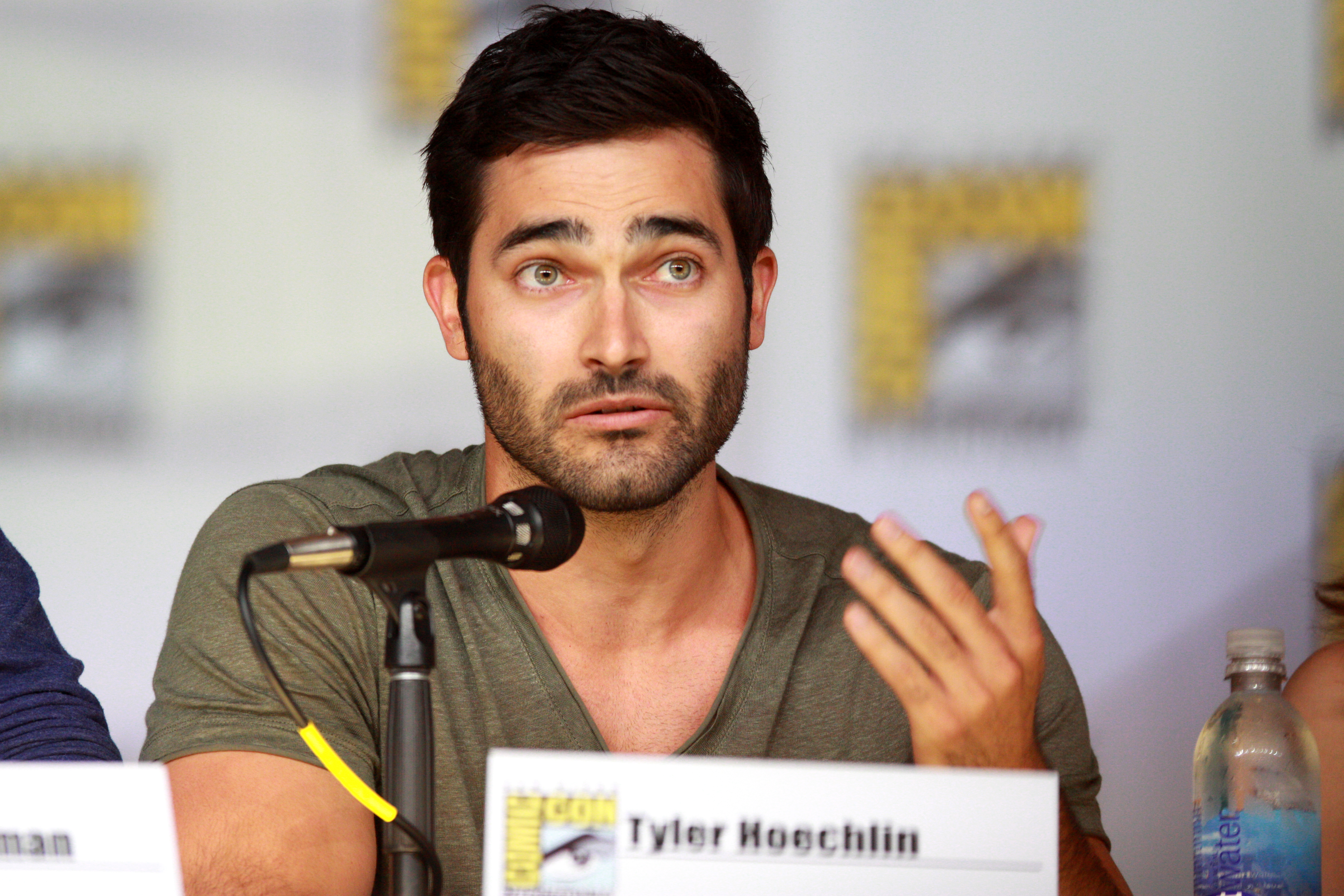
Tyler Hoechlin en el San Diego Comic Con International de 2013.

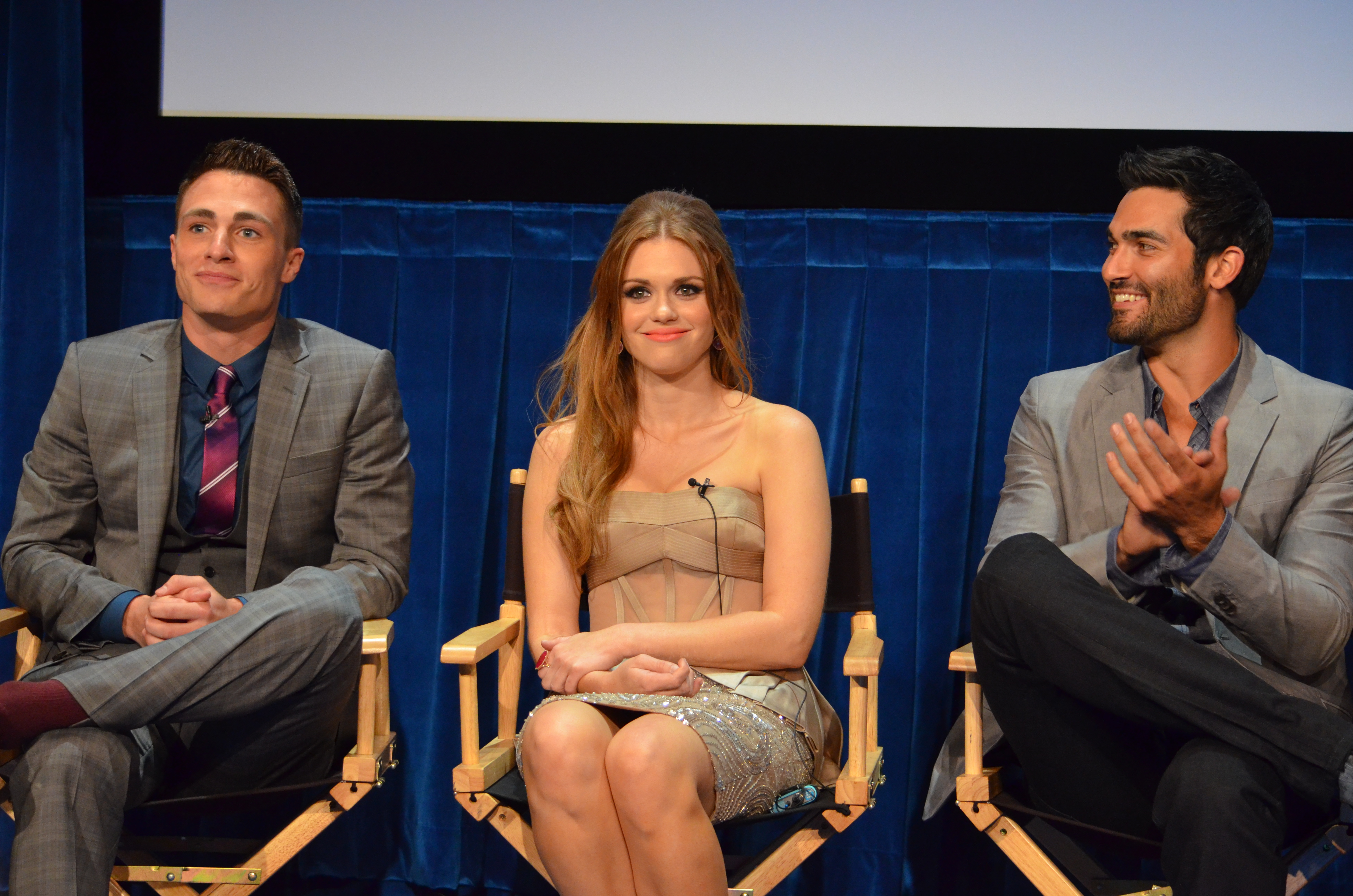
Tyler Hoechlin junto a Colton Haynes y Holland Roden en 2012.

| Año  | Título                      | Personaje                    | Notas |
| ---- | --------------------------- | ---------------------------- | ----- |
| 1999 | Family Tree                 | Jeff Jo                      |       |
| 2001 | Train Quest                 | Billy                        |       |
| 2002 | Camino a la perdición       | Michael Sullivan Jr.         |       |
| 2007 | Grizzly Rage                | Wes Harding                  |       |
| 2008 | Solstice                    | Nick                         |       |
| 2011 | Open Gate                   | Kaleb                        |       |
| 2011 | Hall Pass                   | Gerry                        |       |
| 2012 | Melvin Smarty               | Ricky Hershey                |       |
| 2016 | Everybody Wants Some!!      | Glen McReynolds              |       |
| 2016 | Undrafted                   | Jonathan «Dells» Dellamonica |       |
| 2017 | Stratton                    | Marty                        |       |
| 2018 | Cincuenta sombras liberadas | Boyce Fox                    |       |
| 2018 | Departures                  | Frank                        |       |
| 2018 | The Domestics               | Mark West                    |       |
| 2018 | Bigger                      | Joe Weider                   |       |
| 2019 | Can You Keep a Secret?      | Jack Harper                  |       |
| 2020 | Palm Springs                | Abraham                      |       |

| Año(s)        | Título                   | Personaje                      | Notas        |
| ------------- | ------------------------ | ------------------------------ | ------------ |
| 2003-2007     | 7th Heaven               | Martin Brewer                  | 62 episodios |
| 2007          | CSI: Miami               | Shawn Hodges                   | 1 episodio   |
| 2009          | Lincoln Heights          | Tad                            | 2 episodios  |
| 2009          | My Boys                  | Owen Scott                     | 1 episodio   |
| 2009          | Castle                   | Dylan Fulton                   | 1 episodio   |
| 2011-2017     | Teen Wolf                | Derek Hale                     | 62 episodios |
| 2016-2019     | Supergirl                | Kal-El / Clark Kent / Superman | 6 episodios  |
| 2018-2019     | The Flash                | Kal-El / Clark Kent / Superman | 2 episodios  |
| 2018-2020     | Arrow                    | Kal-El / Clark Kent / Superman | 2 episodios  |
| 2019          | Another Life             | Ian Yerxa                      | 2 episodios  |
| 2019          | Batwoman                 | Kal-El / Clark Kent / Superman | 1 episodio   |
| 2020          | DC's Legends of Tomorrow | Kal-El / Clark Kent / Superman | 1 episodio   |
| 2021-presente | Superman & Lois          | Kal-El / Clark Kent / Superman | Protagonista |

## Premios y nominaciones
| Año  | Premiación                   | Categoría                                                          | Nominado por      | Resultado | Ref.   |
| ---- | ---------------------------- | ------------------------------------------------------------------ | ----------------- | --------- | ------ |
| 2003 | Critis' Choice Awards        | Mejor Actor Joven                                                  | Road to Perdition | Nominado  | [ 23 ] |
| 2003 | Saturn Awards                | Mejor Actuación por un Actor Joven                                 | Road to Perdition | Ganador   | [ 23 ] |
| 2003 | Young Artist Awards          | Mejor Actuación en una Película - Actor Principal Joven            | Road to Perdition | Ganador   | [ 23 ] |
| 2004 | Teen Choice Awards           | Estrella Masculina de Televisión Revelación                        | 7th Heaven        | Nominado  | [ 23 ] |
| 2005 | Teen Choice Awards           | Mejor Actor de Televisión de Drama                                 | 7th Heaven        | Nominado  | [ 23 ] |
| 2005 | Young Artist Awards          | Mejor Actuación en una Serie de Televisión - Actor Principal Joven | 7th Heaven        | Nominado  | [ 23 ] |
| 2013 | Young Hollywood Awards       | Mejor reparto (con el elenco de Teen Wolf)                         | Teen Wolf         | Ganador   | [ 24 ] |
| 2014 | Teen Choice Awards           | Roba Escenas Masculino de Televisión                               | Teen Wolf         | Ganador   | [ 10 ] |
| 2017 | Saturn Awards                | Mejor Actor Invitado en una Serie de Televisión                    | Supergirl         | Nominado  | [ 25 ] |
| 2022 | Critics' Choice Super Awards | Mejor Actor en una Serie de Superhéroes                            | Superman & Lois   | Nominado  | [ 26 ] |
| 2022 | Saturn Awards                | Mejor Actor en una Serie de Televisión                             | Superman & Lois   | Nominado  | [ 27 ] |